# Elecciones estatales extraordinarias de Tlaxcala de 2017
Las elecciones estatales extraordinarias de Tlaxcala se realizaron el domingo 4 de junio de 2017, en ellas se escogieron 7 presidentes de comunidades en seis municipios. Entre los motivos para repetir las elecciones realizadas el año pasado están el empate entre los dos primeros lugares y la quema de urnas en algunos casos.

## Resultados
| Localidad                             | Municipio                    | Ganador |
| ------------------------------------- | ---------------------------- | ------- |
| San José Texopa                       | Xaltocan                     |         |
| San Miguel Buenavista                 | Cuaxomulco                   |         |
| Barrio de Santiago                    | Atltzayanca                  |         |
| La Garita                             | Atltzayanca                  |         |
| La Providencia                        | Sanctórum de Lázaro Cárdenas |         |
| San Cristóbal Zacalco                 | Calpulalpan                  |         |
| Colonia Santa Martha. Sección tercera | Xaloztoc                     |         |